# Association des collectivités territoriales de l'Est parisien
 (décembre 2015).
Si vous disposez d'ouvrages ou d'articles de référence ou si vous connaissez des sites web de qualité traitant du thème abordé ici, merci de compléter l'article en donnant les références utiles à sa vérifiabilité et en les liant à la section « Notes et références ».
Le syndicat mixte ouvert de l'ACTEP, initialement Association des collectivités territoriales de l'Est parisien, était une structure qui regroupait quinze collectivités territoriales : quatorze communes dont quatre étaient regroupées en EPCI et le conseil général du Val-de-Marne. 
Son objectif était de renforcer l'attractivité de l'Est parisien et développer économiquement ce territoire. 
L'ACTEP avait été créée en 2000. Elle a été dissoute en 2016 lors de la création de la Métropole du Grand Paris.

## Une intercommunalité de projet
L'ACTEP a été créée en 2000 sous une  forme d'intercommunalité librement consentie (hors Loi Chevènement). La forme associative loi de 1901 offrait en effet à l'ACTEP les moyens de simplifier son fonctionnement, de créer les conditions d'une plus grande synergie entre les collectivités et finalement de faire avancer de manière cohérente et efficace son projet de territoire.
L'ACTEP est devenue, en janvier 2013, un syndicat mixte ouvert d'études et de projets[pourquoi ?]. À la suite de la création de nouvelles intercommunalités dans le cadre de la loi NOTRe, l'ACTEP s'est dissout fin 2015 en tant que syndicat mixte ouvert pour se recréer en tant qu'association ayant vocation à regrouper les communes d'un vaste territoire de l'Est parisien de Nogent à Chelles, à cheval sur trois départements (Val-de-Marne, Seine-Saint-Denis et Seine-et-Marne).

## Composition
Après avoir regroupé jusqu'à vingt-trois collectivités territoriales, l'ACTEP ne compte plus que quatorze membres, 12 communes, une communauté de communes et un conseil général.
Le syndicat mixte ouvert regroupe le Conseil général du Val-de-Marne et  les communes de Bry-sur-Marne, Champigny-sur-Marne, Fontenay-sous-Bois, Joinville-le-Pont, Neuilly-sur-Marne, Neuilly-Plaisance, Le Perreux-sur-Marne, Rosny-sous-Bois, Saint-Mandé, Villiers-sur-Marne, Vincennes, la Communauté d'agglomération de la Vallée de la Marne et la Communauté de communes de Charenton-le-Pont Saint-Maurice.
Les villes de Montreuil, Bagnolet, Romainville, Noisy-le-Sec, Bondy se sont retirées au profit de la communauté d'agglomération Est Ensemble. Noisy-le-Grand et Gournay-sur-Marne (dont l'adhésion datait de février 2006) ont fait de même en 2009. En conséquence des élus du Val-de-Marne souhaitent intégrer des villes de Seine-et-Marne comme Chelles et Champs-sur-Marne, évolution qui pourrait faire se retirer les dernières collectivités de Seine-Saint-Denis.

## Fonctionnement
Présidence tournante d'un an, suivant une alternance politique et/ou géographique (le Président est nommé au consensus en assemblée générale). Elle est assurée de manière tournante, tous les 18 mois suivant une alternance politique. Le président est nommé en comité syndical. Par ailleurs, Jean-Pierre Spilbauer a été nommé en 2013, premier vice-président, afin de maintenir une continuité dans l'action du syndicat et d'assurer la cohérence des actions entre le comité syndical et l'équipe projet.
- 2000 : Jean-Pierre Brard, député-maire apparenté PCF de Montreuil;
- 2001 : Gilles Carrez, député-maire UMP du Perreux-sur-Marne;
- 2002 : Michel Pajon, député-maire PS de Noisy-le-Grand;
- 2003 : Gilbert Roger, député-maire PS de Bondy;
- 2004 : Jean-Pierre Spilbauer, maire UMP de Bry-sur-Marne;
- 2005 : Patrick Beaudouin, député-maire UMP de Saint-Mandé;
- 2006 : Jean-François Voguet, sénateur maire PCF de Fontenay-sous-Bois
- 2007 : Claude Pernès, maire de Rosny-sous-Bois et Président de l’Association des maires d’Île-de-France (AMIF)
- 2008 : Dominique Adenot, maire de Champigny-sur-Marne
- 2009 : ?
- 2010 : Jacques Mahéas, maire de Neuilly-sur-Marne
- 2011 : ?
- 2012 : Jacques-Alain Benisti
- 2013 : Claude Capillon

- Délégué général : Jean-Pierre Spilbauer, maire de Bry-sur-Marne
  - Personnel : cinq employés.
  - Huit groupes de travail thématiques : développement économique, formation, transports-déplacements, NTIC, tourisme et culture, environnement, logement et emploi.

## Objectif
Construire en commun une dynamique de développement harmonieuse, au-delà des clivages politiques et des frontières administratives. 
Claude Pernès, après son élection à la présidence de l'ACTEP du 19 janvier 2007, indiquait « J'aimerais développer l'emploi dans cette partie du territoire autour de trois pôles que sont Montreuil, Noisy-le-Grand et Fontenay ». 
L'ACTEP a réalisé : 
- la mission cinéma ;
- un bureau d’accueil des entreprises ;
- une contribution pour la révision du SDRIF ;
- la décision d'implanter un lycée international à Noissy-le-Grand en coopération avec Bry-sur-Marne.

Parallèlement des réflexions sont menées autour du projet de territoire de l’Est parisien, du Schéma directeur de la région Île-de-France (SDRIF), du Schéma Régional de Développement Economique (SRDE), de la filière image et de la révision de Plans Locaux d’Urbanisme (PLU).

## Exemples d'études réalisées et en cours
En 2015, outre les études en cours, l'équipe projet du syndicat mixte de l'ACTEP accompagne la mise en œuvre du territoire au sein de la loi NOTRe en partenariat avec les élus de l'ACTEP et les directeurs généraux des services des quatorze communes et des deux communautés membres.
Productions marquantes de la coopération
- 2002 : Lancement d’un projet de création d’un collège-lycée international conçu comme un équipement emblématique de l’ACTEP et la tête de réseau de l'enseignement des langues de l'Est parisien.
- 8 octobre 2002 : Colloque : Première rencontre de l’Est parisien pour la promotion du territoire
- 17 novembre 2003 : Colloque 2e rencontres de l’Est parisien
- 1er mars 2006 : Colloque 3e rencontres de l’Est parisien
- 2006 : Contribution de l’ACTEP à la révision du SDRIF
- 29 novembre 2007 : Colloque 4e rencontres de l’Est parisien, portant sur l’emploi et le logement sur le territoire à horizon 2030
- 2008 : Lancement d’une mission cinéma animée par l’ACTEP

2010
- 21 mai : Adoption par le conseil d’administration d’un projet de territoire visant à inscrire l’ACTEP dans la dynamique du cœur de la métropole.
- 5 novembre :  5e rencontres de l’Est parisien marquées par les débats autour de la création sur le territoire de l’ACTEP d’un Cluster de la ville durable de la Cité Descartes.
- Projet de territoire de l’ACTEP, étude réalisée par l’IAU ÎdF.
- Étude de l’axe A86/N186/RER E entre le quartier du Plant et l’échangeur A3/A86 sur les communes de Champigny-sur-Marne, Fontenay-sous-Bois, Le Perreux-sur-Marne, Nogent-sur-Marne et Rosny-sous-Bois.

2012 
- Diagnostic et stratégie d'accompagnement du développement culturel et touristique de l'Est parisien
- Les élus de l’ACTEP demandent à l’État un rapport sur les solutions de financement du métro automatique.
- 19 octobre : Lancement avec l’université Paris Est d’une réflexion sur la  formation, les métiers et les emplois en lien avec le Nouveau Grand Paris.
- Travail de conviction sur la ligne rouge du Grand Paris Express, la ligne orange porté par le STIF, le prolongement ligne 1, 11

2012-2013
- Contributions de l’ACTEP à la révision du SDRIF

2013
- Les élus du syndicat mixte de l’ACTEP et l’Association Orbival qui militent pour la réalisation du Grand Paris Express dans le Val-de-Marne, ont été reçus lundi 5 février 2013 par Cécile Duflot, ministre de l'Égalité des territoires et du Logement.
- Poursuite du travail de conviction sur le collège-lycée international
- Étude de requalification urbaine de l’ex RN34

2014
- L’Est parisien, prototype du territoire de la métropole du Grand Paris (enquête auprès des maires réalisée par l’IAU ÎdF)
- Projet de création d’une cité scientifique sur l’Est parisien
- Journée des territoires de demain pour accroître le dynamisme et le potentiel économique de l’Est parisien
- Participation au Salon des maires d’ile de France
- Séminaire de l’ACTEP pour affirmer la volonté de porter un projet commun de conseil de territoire avec comme base le périmètre de l’ACTEP
- Rencontres et débats : construisons un avenir commun pour l'Est parisien
- Rendu de l’étude de reconquête de l’autoroute A4 visant à transformer celle-ci en Avenue métropolitaine. Projet porté par l’ACTEP, l'État, la Région, les Départements du Val de Marne, de Seine Saint Denis et de Seine et Marne et la Ville de Paris.

Études  anciennes
- Schéma des Circulations Douces, ACTEP, février 2003
- Dossier de conviction sur la desserte ferroviaire de l’Est parisien (EOLE, ACTEP, juin 2003)
- Plan de référence environnemental -Trame verte, Trame bleue – Risques et nuisances, 2003
- La desserte haut-débit sur le territoire de l’ACTEP, mai 2003
- Les espaces publics numériques, mars 2005
- Plaquette sur le haut débit, septembre 2005
- Étude des conditions de mixité habitat – activités dans le tissu résidentiel de l’Est parisien, AVANT-PROJET, août 2003
- Étude des Zones d’Activités Economiques sur le territoire de l’ACTEP :Analyse et préconisations de requalification pour 18 zones, CCIP, mars 2004
- Cartographie du chômage dans l’Est parisien, ASSEDIC (2002 ; 2003)
- Tableau de bord de l’immobilier d’entreprise et Note de conjoncture immobilière, GRECAM, de décembre 2004 à décembre 2008
- Contrat d’Objectifs et de partenariat conclu entre l’Education nationale et l’ACTEP, novembre 2003
- Schéma d’enseignement des langues, ACTEP-IAURIF, février 2004
- 2002-2003 – Réalisation par le groupe de travail « développement économique » de l’ACTEP d’une étude sur la filière image-multimédia-audiovisuel de l’Est parisien suivi d’un plan stratégique de la filière « Image et Multimédia ». Concrétisé par la participation au pôle de compétitivité à vocation mondiale Cap Digital – IMVN
- Restructuration urbaine et développement territorial. Potentialités foncières et perspectives d’aménagement : Canal de l’Ourcq – RN3, Sciences-Po, 2004
- Schéma d’aménagement des Bords de Marne, 2007